# 345842 Alexparker
345842 Alexparker è un asteroide della fascia principale. Scoperto nel 2007, presenta un'orbita caratterizzata da un semiasse maggiore pari a 2,6907600 UA e da un'eccentricità di 0,0719548, inclinata di 5,98522° rispetto all'eclittica.